# Odontodactylus hanseni
Odontodactylus hanseni är en kräftdjursart som först beskrevs av Pocock 1893.  Odontodactylus hanseni ingår i släktet Odontodactylus och familjen Odontodactylidae. Inga underarter finns listade i Catalogue of Life.